# Edward Shackleton
Edward Arthur Alexander Shackleton, baron Shackleton KG, OBE (ur. 15 lipca 1911 w Londynie, zm. 22 września 1994) – brytyjski polityk i geograf, członek Partii Pracy, minister w drugim rządzie Harolda Wilsona.

## Życiorys
Był młodszym synem badacza Antarktydy sir Ernesta Shackletona i Emily Dorman. W 1938 r. poślubił Betty Homan i miał z nią dwoje dzieci – Charlesa Edwarda Ernesta oraz Alexandrę.
Wykształcenie odebrał w Magdalen College na Uniwersytecie Oksfordzkim. W 1932 r. brał udział w wyprawie na Sarawak. W 1934 r. organizował wyprawę na Wyspę Ellesmere’a. Po powrocie z wyprawy napisał Arctic Journey, opublikowaną w 1937 r. Po wybuchu II wojny światowej rozpoczął pracę w ministerstwie informacji. W 1940 r. wstąpił do Royal Air Force. Zajmował się tam planowaniem działań przeciwko U-Bootom. W 1945 r. został oficerem Orderu Imperium Brytyjskiego.
W 1946 r. Shackleton został wybrany do Izby Gmin jako reprezentant okręgu Preston. Od 1950 r. reprezentował okręg wyborczy Preston South. W 1955 r. utracił miejsce w Izbie Gmin. W 1958 r. został kreowany parem dożywotnim jako baron Shackleton i zasiadł w Izbie Lordów. Po wybranych przez Partię Pracy wyborach 1964 r. rozpoczął pracę w ministerstwie obrony, gdzie odpowiadał za sprawy RAF-u. W 1967 r. został członkiem gabinetu jako minister bez teki. W 1968 r. był przez krótki czas Lordem Tajnej Pieczęci, następnie Paymaster-General, aż wreszcie do 1970 r. ponownie Lordem Tajnej Pieczęci i przewodniczącym Izby Lordów. Do 1974 r. stał na czele Partii Pracy w izbie wyższej.
Od 1971 r. Shackleton był przewodniczącym Królewskiego Towarzystwa Geograficznego. W 1994 r. został dożywotnim prezesem James Caird Society. Od 1962 r. był patronem British Schools Exploring Society. Pełnił również funkcję prokanclerza Uniwersytetu Southampton. W 1974 r. został kawalerem Orderu Podwiązki. Zmarł w 1994 r.